# Diego Núñez de Avendaño
Diego Núñez de Avendaño (... – probabilmente Lima, 1607) fu oidor (giudice) della Audiencia Reale di Lima, e per breve periodo, nel 1607, viceré ad interim del Perù.

## Biografia
Diego Núñez de Avendaño fu il figlio del famoso giurista e scrittore spagnolo Pedro Núñez de Avendaño.
Fu un uomo di legge all'interno del Consiglio Reale (Reales Consejos). Ottenne il permesso da re Filippo II (il 10 aprile 1565) di pubblicare i lavori del padre, con l'eccezione di Tratado de la caza (Trattato della caccia, Alcalá, 1543).
Al tempo della morte del viceré Gaspar de Zúñiga y Acevedo alla fine del 1606, Núñez de Avendaño era presidente dell'Audiencia di Lima. In virtù della sua posizione divenne viceré ad interim del Perù, morendo però all'inizio del 1607. Un documento datato 15 febbraio 1607 nomina Alberto de Acuña a capo dell'Audiencia per rimpiazzare Zúñiga y Acevedo dopo la sua morte. Juan de Mendoza y Luna prese il suo posto di viceré.